# Alime Abdenanowa
Alime Abdenanowa (krymskotat. Алиме Абденанова, ur. 4 stycznia 1924 w Kerczu, zm. 5 kwietnia 1944 w Symferopolu) – radziecka żołnierka, zwiadowca Samodzielnej Armii Nadmorskiej, czerwonoarmistka, uhonorowana pośmiertnie tytułem Bohatera Federacji Rosyjskiej (2014).

## Życiorys
Urodziła się w robotniczej rodzinie krymskich Tatarów. W 1930 straciła rodziców, mieszkała w kołchozie, w 1939 skończyła 7-letnią szkołę i została sekretarzem sielsowietu, a w 1940 kierownikiem działu w lenińskim rejonowym komitecie wykonawczym. Od 1940 należała do Komsomołu. W listopadzie 1941, po ataku Niemiec na ZSRR, została ewakuowana do Kraju Krasnodarskiego, pracowała jako kontrolerka w fabryce w Krasnodarze, w lutym 1942 wróciła do Łenine wyzwolonego przez Armię Czerwoną w wyniku operacji kerczeńsko-teodozyjskiej. W maju 1942 miejscowość została ponownie zajęta przez Niemców po katastrofie Frontu Krymskiego, w związku z czym Abdenanowa ewakuowała się przez Cieśninę Kerczeńską i ukończyła trzymiesięczne kursy instruktorów sanitarnych. Od września 1943 służyła w Armii Czerwonej, ukończyła kursy radzistów i w nocy na 3 października 1943 została zrzucona na spadochronie w rejon leniński, gdzie zorganizowała 14-osobową grupę wywiadowczą złożoną z krymskich Tatarów, która regularnie przekazywała radzieckiemu dowództwu informacje o ruchach niemieckich wojsk na kolei Kercz-Dżankoj. 5 stycznia 1944 nadano jej Order Czerwonego Sztandaru. W lutym 1944 grupa została wykryta przez Niemców, którzy aresztowali wówczas radzistkę, która wydała resztę grupy. 26 lutego 1944 Abdenanowa została aresztowana, osadzona w więzieniu w Starym Krymie i poddana brutalnym torturom, jednak nie ujawniła Niemcom żadnych informacji. W końcu marca 1944 została przewieziona do więzienia w Symferopolu, gdzie wkrótce ją rozstrzelano. 1 września 2014 pośmiertnie otrzymała tytuł Bohatera Federacji Rosyjskiej. Jej imieniem nazwano ulice w Symferopolu, Kerczu, Teodozji, Bakczysaraju i Biłohorsku.